# Trachysphyrus praeclarus
Trachysphyrus praeclarus là một loài tò vò trong họ Ichneumonidae.